# Gebrüder Bolzano
Gebrüder Bolzano waren sowohl die Badpächter Peter Bolzano und Ferdinand Bolzano im königlich bayerischen Staatsbad Bad Kissingen als auch die Firma des von ihnen selbst und ihren Erben geführten Unternehmens. Diesen ersten privaten Pächtern verdankt Bad Kissingen seine Entwicklung zum „Weltbad“.

## Vita der Brüder
Die Gebrüder Peter und Ferdinand Bolzano (ital. Bolzano = Bozen) entstammten einer italienischen Familie aus der Provinz Como, deren deutsche Nachkommen ab Ende des 17. Jahrhunderts in Würzburg als Kaufleute ansässig waren.
Der ältere Bruder Peter Karl Bolzano (* 1794 in Würzburg; † 6. Juli 1839 in Bad Kissingen). war wie seine Vorfahren ebenfalls Kaufmann und besaß schon um 1805 am Würzburger Salzmarkt ein Geschäft für Galanterie-, Tuch- und Schnittwaren. Möglicherweise war er auch Mitinhaber des väterlichen Geschäfts. Im Jahr 1813 ließ er von sich ein Porträt durch Johann Michael Albaneder (1762–1824) in Wachsmalerei fertigen. Im Jahr 1824 schloss er namentlich den Pachtvertrag mit der königlich bayerischen Regierung ab. Zu dieser Zeit war sein Würzburger Handelsunternehmen „im Inlande, so auch im Auslande rühmlichst bekannt“. Er heiratete 1824/1825 Josephe (Nachname nicht bekannt). Bolzano starb am 6. Juli im 45. Lebensjahr an gastrischem Fieber und wurde am 8. Juli im Würzburger Familiengrab beigesetzt. Der Trauergottesdienst wurde am 15. Juli 1839 im Würzburger Dom gehalten.
Sein sechs Jahre jüngerer Bruder Ferdinand Bolzano (* September 1800 in Würzburg; † 1. Mai 1838 ebenda) heiratete dort am 10. Oktober 1820 Agnes Rechthaler, die Tochter des königlich bayerischen Residenzburg-Pflegers Xaver Rechthaler und der Residenzburg-Pflegerin Magdalena Paskaly. Das Ehepaar hatte mindestens die beiden Töchter Emilie Margarethe (1824–1898), verheiratet ab 1843 mit Carl Reuss (1813–1870), und Elise Bolzano. Im Jahr 1820 ließ er sich vom Maler Franz Xaver von Meixner porträtieren. Johann Wendt schrieb 1837 in seiner Schrift Die Heilquellen zu Kissingen im Königreiche Baiern über ihn: „… und die kleine runde und gewandte Figur des Herrn Ferdinand Bolzano ist überall, und wacht mit Argus-Augen über dem Wohle aller Gäste, …“. Er starb im 38. Lebensjahr an einer Entzündungskrankheit. Der Trauergottesdienst wurde am 5. Mai 1838 im Würzburger Dom gehalten. Seine Ehefrau Agnes bekam vom bayerischen König Ludwig I. einen reußischen Amethyst geschenkt. Ein Porträt von ihr soll auf Schloss Nymphenburg hängen.
Im Jahr 1817 kamen die beiden Brüder gemeinsam zur Kur oder Sommerfrische nach Bad Kissingen.

## Badpächter

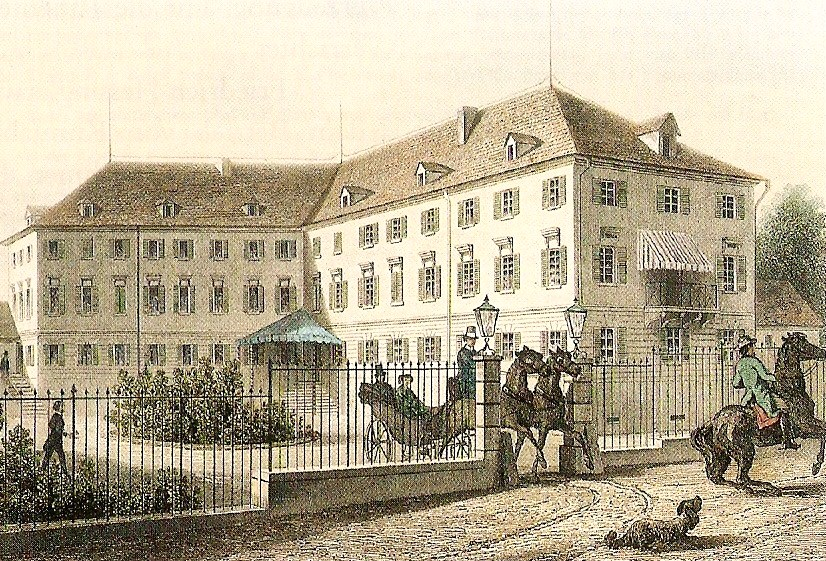
Das Kissinger Kurhaus nach der Erweiterung durch die Bolzanos (1845)

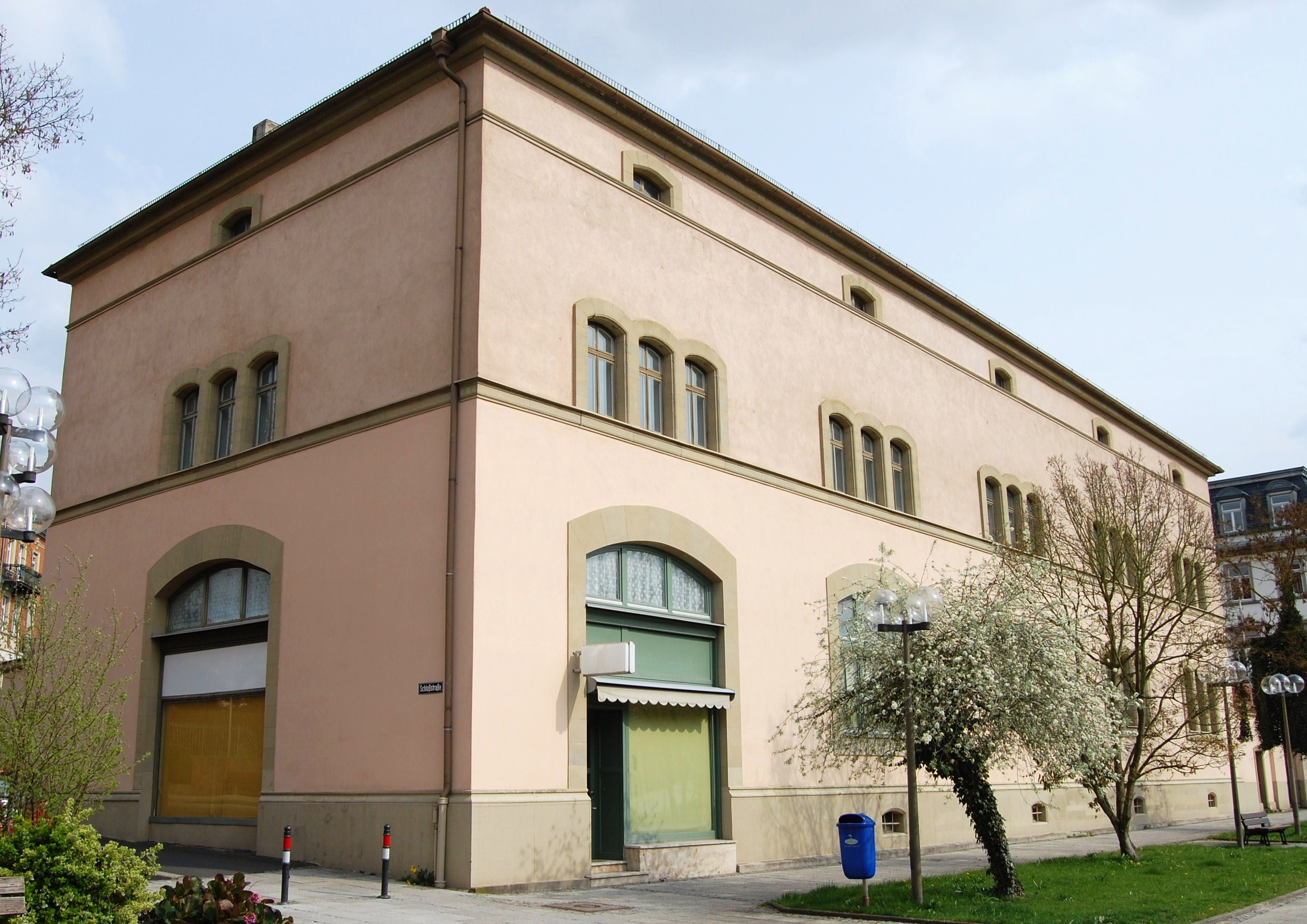
Das Bad Kissinger Krugmagazin, Betriebsstätte für die Heilwasserabfüllung

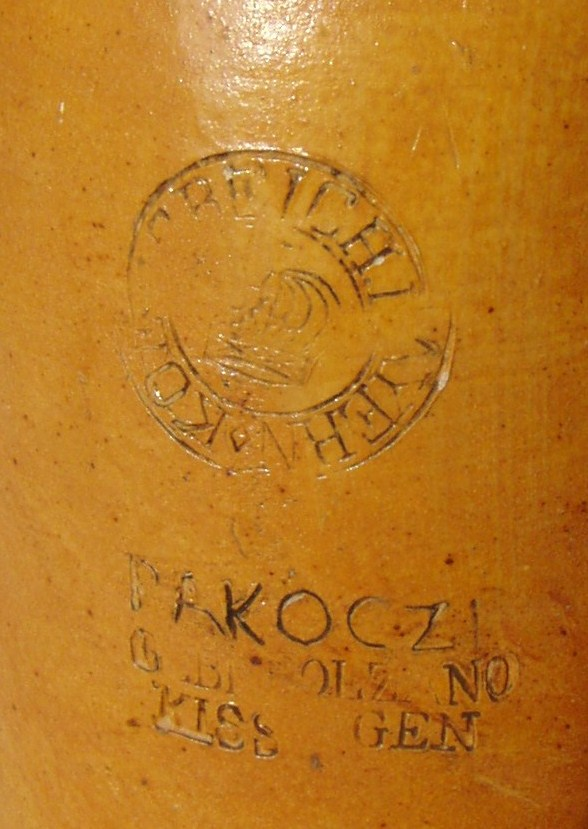
Bolzano-Markenzeichen auf Tongefäß

Mit der Kursaison 1824 wurden die Brüder – nur für die erste kurze Zeit gemeinsam mit dem Gastwirt Adrian Stöhr aus Würzburg – als Meistbietende auf vorerst zehn Jahre für einen jährlichen Pachtzins von 600 Gulden mit Pachtvertrag vom 6. Februar und Wirkung ab 1. März 1824 die ersten privaten Pächter des Kissinger Badebetriebes, des königlichen Kurhauses und der Mineralheilquellen sowie des Krugmagazins. Ihr Vertragspartner war der auch für den Kurbetrieb verantwortliche Landrichter Theodor Boveri. Zwar wollte die Regierung eigentlich alles verkaufen, schrieb allerdings dem Käufer erhebliche Investitionen in Modernisierungsmaßnahmen vor, weshalb sich kein Käufer gefunden hatte. Die Bolzanos waren als Badbetreiber gewissermaßen Vorläufer der späteren staatlichen Kurverwaltung oder der heutigen „Bayer. Staatsbad Bad Kissingen GmbH“. Die Bolzanos etablierten auch eine Spielbank mit Roulette, Billard und Faro, die bis 1849 fortbestand.
Im Jahr 1825 kam die Pacht des nahen staatlichen Bockleter Badebetriebes hinzu, wobei nur Peter Bolzano sich diesem zusätzlich widmete. Schon zur nächsten Kursaison ließ er die dortigen Einrichtungen auf einen „den Erwartungen eines jeden Kurgastes vollkommen entsprechenden Stand“ bringen.
Während der Pachtzeit der Gebrüder Bolzano erfolgten in Bad Kissingen die entscheidenden Weichenstellungen für den Aufstieg des Kurortes zum „Weltbad“. Die beiden Kaufleute erwiesen sich als ideale Partner des Wittelsbacher Königshauses unter König Ludwig I., der in den folgenden Jahren bemüht war, das Niveau des etwas provinziell erscheinenden Badeortes anzuheben. Deshalb heißt es im Pachtvertrag auch: „… da es … die allerhöchste Absicht ist, beiden Badeanstalten und ihren Mineralwässern die möglichste Celebrität zu verschaffen, so verpflichtet sich der Pächter insbesonders, seinerseits an Kapital und Arbeit zur Erreichung dieses Zwecks alles aufzubieten.“

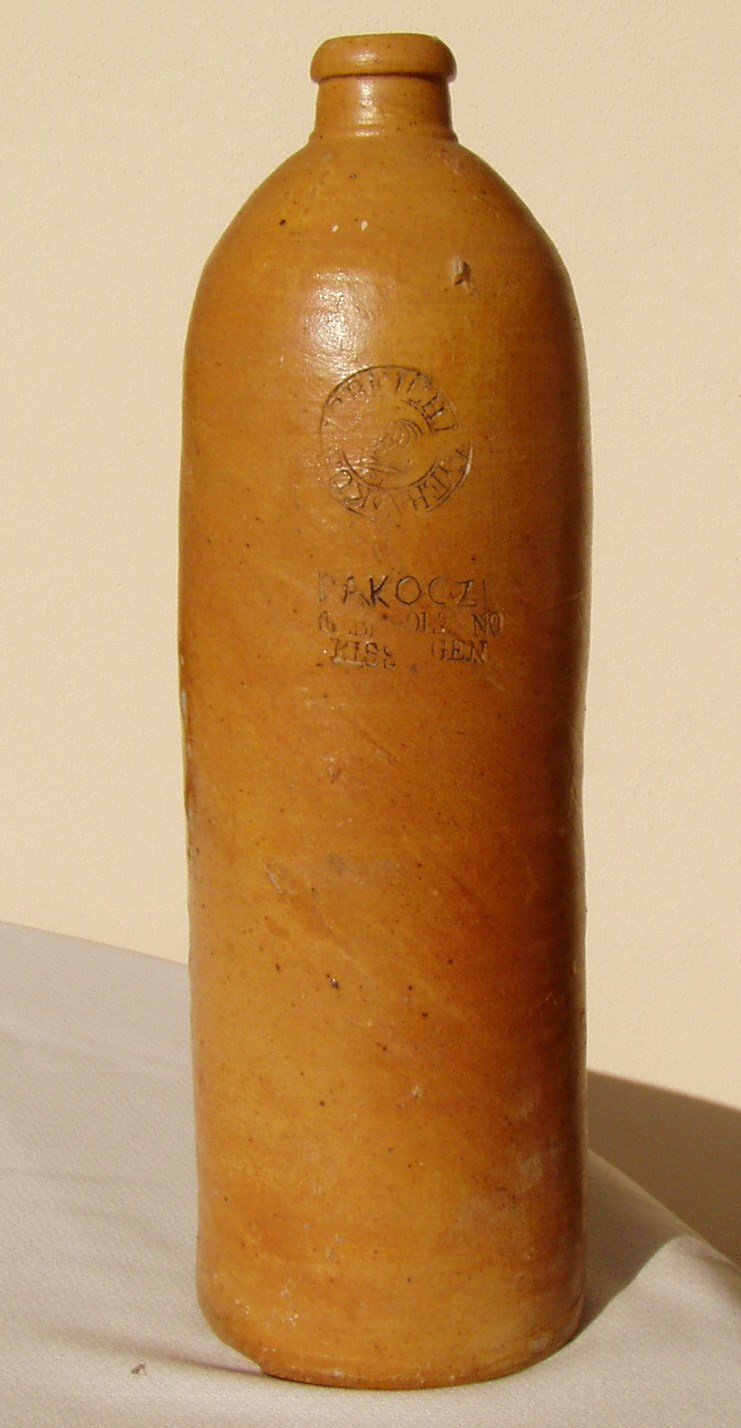
Rákóczi-Tongefäß der Gebrüder Bolzano (um 1830)

Diesem Anspruch folgend, hatten die Brüder die Absicht, die „große Welt“, also den Adel und das gesellschaftlich hochstehende und finanziell gutsituierte Großbürgertum aus ganz Europa, nach Kissingen zu holen. Um dieses Ziel zu erreichen, erweiterten sie um 1837 das 1827 errichtete Kurhaus und ergänzten es um einen großzügigen Anbau mit 47 Zimmern. Johann Wendt schrieb dazu 1837: „Das neue durch die Gnade des Königs entstehende Curhaus ist bereits soweit gediehen, daß der ganze Bauplan deutlich hervortritt.“ Damit schafften sie die erste wirklich standesgemäße Unterkunft für höchstrangige Bad Kissinger Kurgäste. Im Kurhaus konnten jetzt ausländische Kurgäste aus ganz Europa ihr Geld wechseln. Die Bolzanos übernahmen auch die Buchung von Hotel- und Privatzimmern. Zugleich war Ferdinand Bolzano für die Bewirtung im großen Kurhaus, Peter Bolzano für die Bewirtung im benachbarten Bad Bocklet zuständig. Johann Wendt schrieb 1837, „dass ihre Wirthstafel zu den besten gehört“.
Bekannt wurden die Gebrüder Bolzano besonders durch den überaus erfolgreichen Versand der Mineralwasser Rákóczi und Pandur – beide Quellen waren 1737 beim Verlegen der Fränkischen Saale wiederentdeckt worden – und des Sauerbrunnens (erstmals erwähnt 1520), heute nach König Maximilian I. Maxbrunnen genannt. Sie bauten das Versandgeschäft aus und stellten es auf eine für die damalige Zeit professionelle kaufmännische Basis. Sie ließen im Krugmagazin die Heilwasser in tönerne Gefäße abfüllen und versandten diese innerhalb Europas und sogar nach Übersee, wie beispielsweise nach Paris, London, Sankt Petersburg oder an den kaiserlich brasilianischen Hof in Rio de Janeiro. Als groß angelegte Werbemaßnahme publizierten die Brüder die Werbeschrift Neueste Nachricht über den Kurort Kissingen und seine Heilquellen mit Expertisen der Quellen, die sie ab 1827 in hoher Auflage verteilten. Wegen der schlechten Qualität der Rhöner Tongefäße verwendete das Unternehmen später mundgeblasene Glasflaschen aus Hyalit. Sie waren dickwandig und lichtundurchlässig, so dass das Tageslicht nicht die Wasserqualität mindern konnte. Das Kissinger Mineralwasser wurde in größeren und kleineren Hyalitflaschen versendet (Flaschenbodendurchmesser 7 und 9 Zentimeter).
Der Würzburger Arzt und Publizist Gottfried Eisenmann bestätigte 1837 in seiner Schrift Die Heilquellen des Saalthales, „dass das Kissinger Bad durch den Betrieb und die Regsamkeit der Brüder Bolzano gewonnen habe, …; ich seze aber auch gerne bey, dass die genannten Badpächter bey ihrer Regsamkeit keine anderen Motive hatten, als die Kaze bei ihrem Mausfang, nämlich ihren Vortheil. Aber was macht das?“
Mit den Gebrüdern Bolzano begann auch die lange Tradition der Kurmusik in Bad Kissingen. Zur Kursaison 1837 engagierten sie 15 Musiker aus Böhmen und übertrugen die musikalische Leitung des Kurorchesters dem Kapellmeister Johann Kliegl (1808–1883).
Nach Ferdinands Tod (1838) führte Peter Bolzano den Kissinger und Bockleter Badebetrieb allein. Doch auch nach seinem Tod im folgenden Jahr (1839) „bewegt sich Alles in altem geregelten Gange“, wie gleich mehrere Zeitungen damals verkündeten. Denn seine Witwe Josephe Bolzano führte mit Unterstützung des Unternehmers Adolph Reuter als Geschäftsführer unter der Firma „Gebrüder Bolzano“ den Betrieb in Bad Kissingen und Bad Bocklet bis 1853 fort. Reuter war seit 1829 gemeinsam mit Wilhelm Sattler und Georg Ernst Wüstenfeld Steingutfabrikant im nahen Aschach.
Allerdings fehlte den Nachfolgern das unternehmerische Geschick der Brüder. Dies war wohl auch einer der Gründe, weshalb der Pachtvertrag mit der königlich bayerischen Regierung nach 30-jähriger Laufzeit zum Ende der Kursaison 1853 auslief. Dennoch hatte der Name Bolzano weiterhin hohes Ansehen. Mit Zeitungsanzeige vom 14. April mussten deshalb die letzten Eigentümer des Unternehmens „Gebrüder Bolzano“, Ferdinand Bolzanos Schwiegersohn Carl Reuß und Louis Rubach, ausdrücklich darauf hinweisen, dass ihr Geschäft mit Ende der Pacht erloschen ist und sie keinesfalls mit dem jetzigen Badpächter – dem Gasthofbesitzer E. Maulick aus München – zusammenarbeiten. Er hatte damals mit dem Vermerk „E. Maulick früher Gebrüder Bolzano“ geworben.

## Weitere Entwicklung

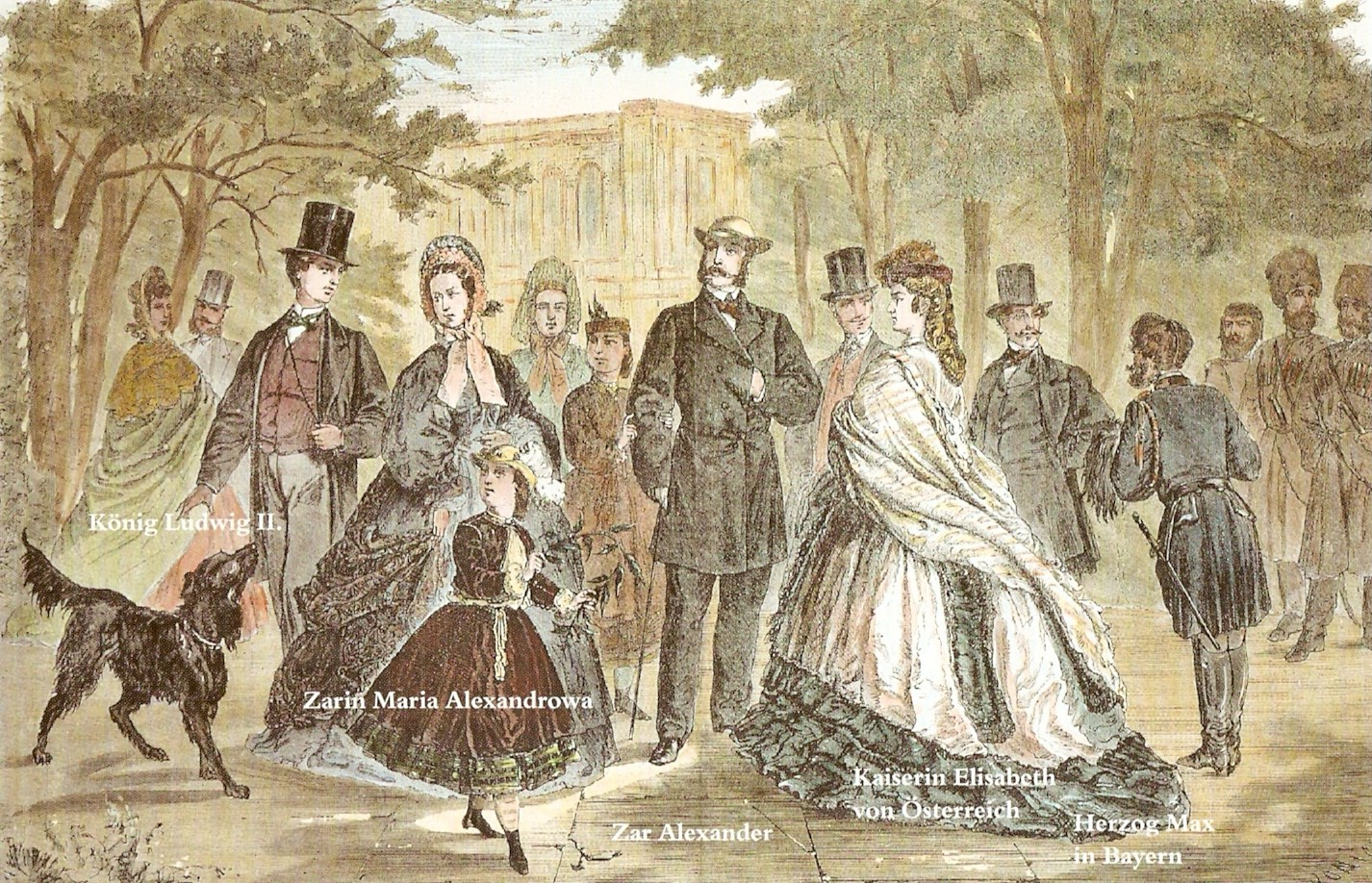
Die Bad Kissinger „Kaiserkur“ von 1864

Allgemein kann gesagt werden, dass die Gebrüder Bolzano „durch rastloses Bestreben, alle früheren Mängel zu entfernen, und durch kluge und aufmerksame Führung des Geschäftes sich bisher die allgemeine Zufriedenheit des Bade-Publikums im vollsten Maße zu erwerben wussten“. Mit dem Engagement der beiden Brüder begann die Entwicklung Kissingens zum Weltbad, denn schon bald kamen Gäste aus ganz Europa, von Russland bis England, und vereinzelt auch schon aus Übersee. Kamen im Jahr 1822 noch 725 Sommerfrischler nach Kissingen, so waren es im Jahr 1836 schon 2.025 Gäste.
Nach dem Tod beider Bolzanos war der Badeort zum gesellschaftlichen Treffpunkt der damaligen High Society, also des Hochadels, des Großbürgertums und der Künstler geworden. Im Jahr 1847 waren fast zeitgleich 30 Persönlichkeiten aus fürstlichen Häusern, 86 Grafen, 496 sonstige Adlige und 36 englische Lords, höchstgestellte Staatsmänner aus fast allen Staaten des Deutschen Bundes und des Auslands, bedeutende Künstler und Gelehrte anwesend.
Die Entwicklungsarbeit der Bolzano-Brüder machte das Jahr der „Kaiserkur“ (1864) und das Jahr der „Hohen Kur“ (1868) in Bad Kissingen möglich: 1864 trafen u. a. das russische Zarenpaar Alexander II. und Marija Alexandrowna, die österreichische Kaiserin Elisabeth (Sisi), der bayerische „Märchenkönig“ Ludwig II., der württembergische König Karl I., die hannoversche Königin Marie und Marie, die letzte Königin beider Sizilien, und andere Vertreter europäischer Herrscherhäuser sowie mehrere Prinzen und Großherzöge aufeinander (siehe: Liste bekannter Kurgäste in Bad Kissingen). Um 1860 lag die Zahl der Sommerfrischler schon bei 4.500. Im Jahr 2012 waren es etwa 240.000 Gäste.

## Veröffentlichungen
- Neueste Nachricht über den Kurort Kissingen und seine Heilquellen. Richter, Würzburg 1827; 2. Auflage: Stahel, Würzburg 1829.
- Kurzer Bericht über Bestandtheile, Wirkung und Gebrauch des Rakoczy und der übrigen Heilquellen Kissingens. C. Jügel, Frankfurt am Main 1847–1852.